# Clerodendrum calcicola
Espèce
Statut de conservation UICN

 VU A1c, B1+2c : Vulnérable
Clerodendrum calcicola est une espèce de plantes à fleurs de la famille des Lamiaceae.

## Publication originale
- Bulletin of the Torrey Botanical Club 39: 9. 1912.